# 朝馬轉運站
朝馬轉運中心，為位於臺灣臺中市政府曾規劃的國道客運轉運中心。由於朝馬地區中，臺灣大道三段、朝富路、朝馬路一帶有多個客運業者在此設立朝馬站，包含國光客運（朝富路8號）、統聯客運（朝富路22號）、和欣客運（朝馬路57號）、臺中客運（臺灣大道三段626號）營運，此處是臺中市主要的公路長途客運（國道客運）以及台中市公車車站，有多條路線通往台灣各縣市，為臺中市重要的轉運樞紐；因此臺中市政府規劃在此附近設置朝馬轉運站。另外，規劃中的台中捷運藍線，預計於附近設置捷運朝馬站。
2020年6月，臺中市長盧秀燕在臺中市議會進行施政報告並接受市政總質詢，多名臺中市議員關注，根據臺中市政府規劃之八大轉運中心，而其中的朝馬轉運站的地點懸而未決。

## 歷史
目前有多條國道客運路線行經國道一號台中交流道並中途下交流道休息。國光客運及和欣客運目前皆停靠此位於交流道東側的朝馬轉運站，而統聯客運大多數往南部的路線停靠西側中港轉運站。

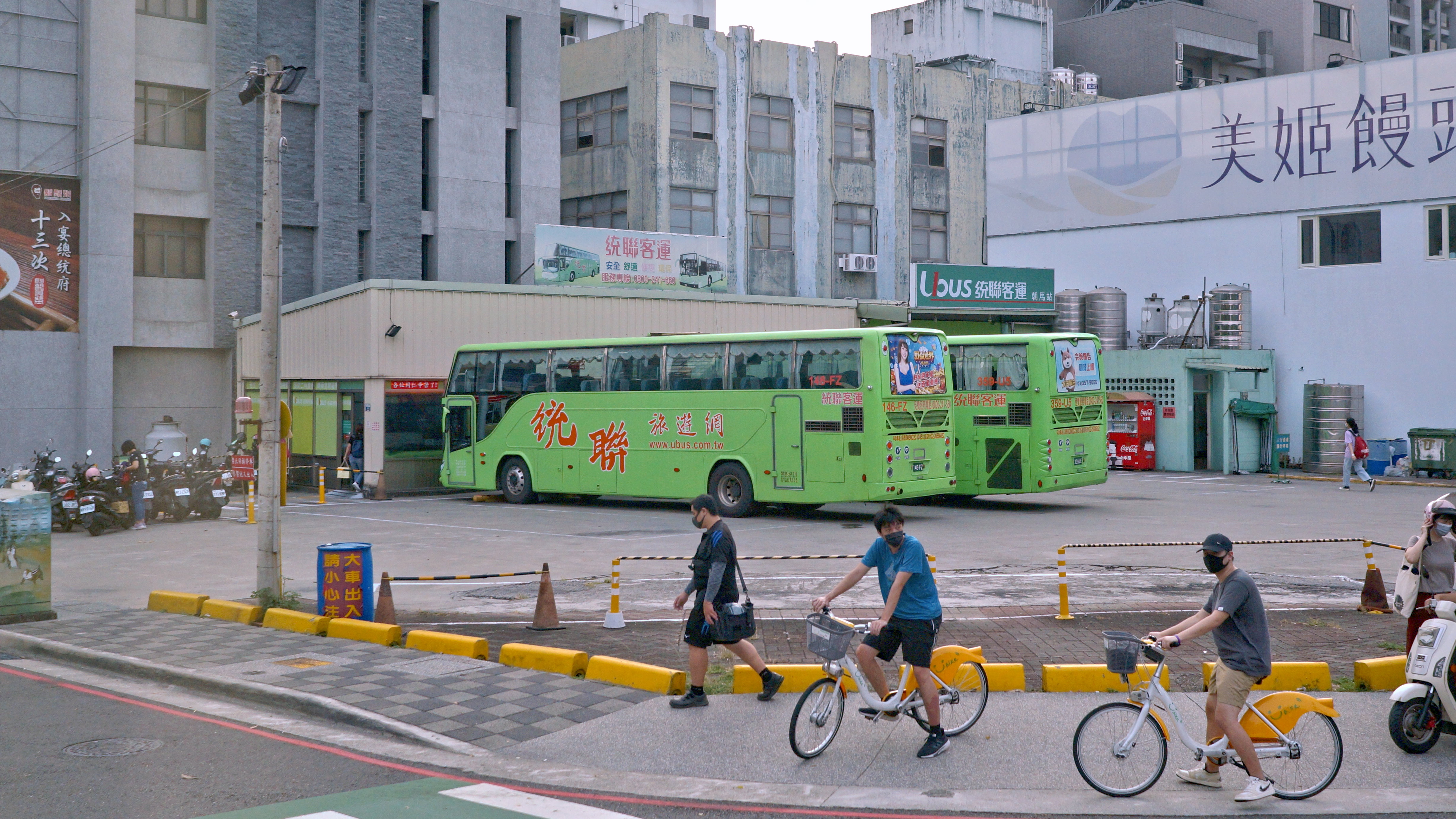
統聯客運朝馬站

- 統聯客運原先在台中的客運轉運站，是位於台中交流道東側，即現在的朝馬轉運站（原址已劃為重劃區）。
- 2005年，由於朝馬附近光明陸橋一帶車流量大，加上用地屬於臺中市十二期重劃區，有拆除建物並歸還土地的使用時間上的限制；因此7月將轉運站遷至位於台中交流道西側的福安里，在臺灣大道四段、福安路及安和路之間的中港轉運站。
- 2006年，統聯客運在朝馬路及朝富路口另設朝馬站，但僅為輔助性質，主要服務往台南、新營、麻豆、台北、竹科站、桃園航空站旅客。[2]
- 2006年後，其他客運業者陸續啟用朝馬站，朝馬一帶多個客運業者所啟用的朝馬站自行俗稱朝馬轉運站。

## 車站週邊
- iBike 秋紅谷
- 秋紅谷公園